# ضربة ساليغان
"ضربة ساليغان" في الدارجة المغربية يشير إلى أحداث 7 أبريل 1947 في مدينة الدار البيضاء المغربية، وهي مجزرة استعمارية خلفت أزيد من 2000 ضحية في درب السلطان قبل زيارة السلطان محمد الخامس إلى منطقة طنجة الدولية ليلقي خطابا يطالب فيه باستقلال المغرب ووحدة ترابه.